# Кайренай (Вільнюс)

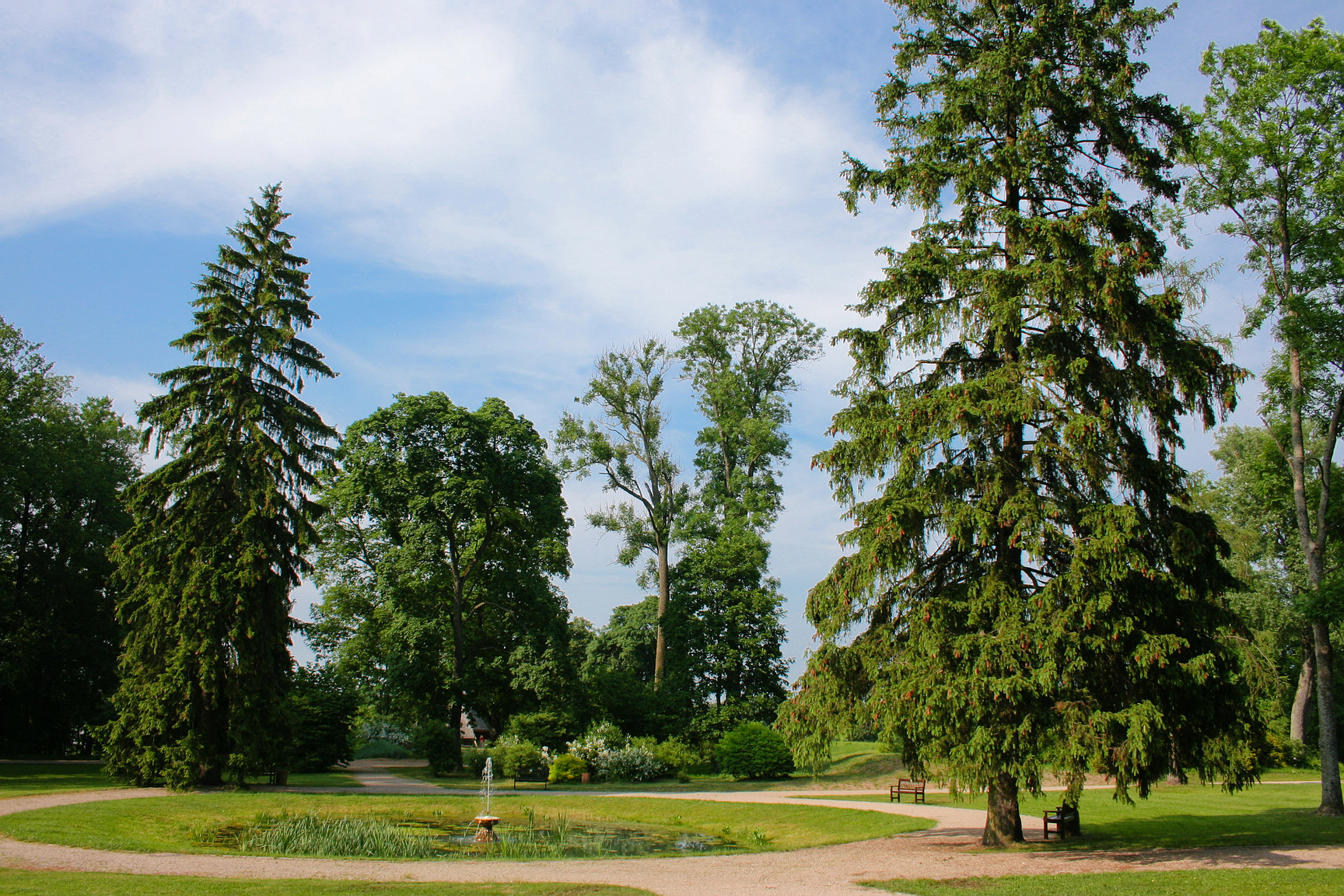
Кайренай

Кайренай (Койрани; лит. Kairėnai, пол. Kojrany) — мікрорайон Вільнюса, розташований на схід від Дварчьоніса і Науйої Вільня.
На території мікрорайону Кайренай збереглися залишки старого маєтку (відомого з XVI століття) з відреставрованою будівлею стаєнь (датованою першою половиною XIX століття), млином (середина XIX століття) і фундаментом палацу, парк і Ботанічний сад Вільнюського університету (площею 191,5 га; переміщений в Кайренай в 1974 році; відкритий для відвідування з 2 травня до 31 жовтня кожного року.

## Історія

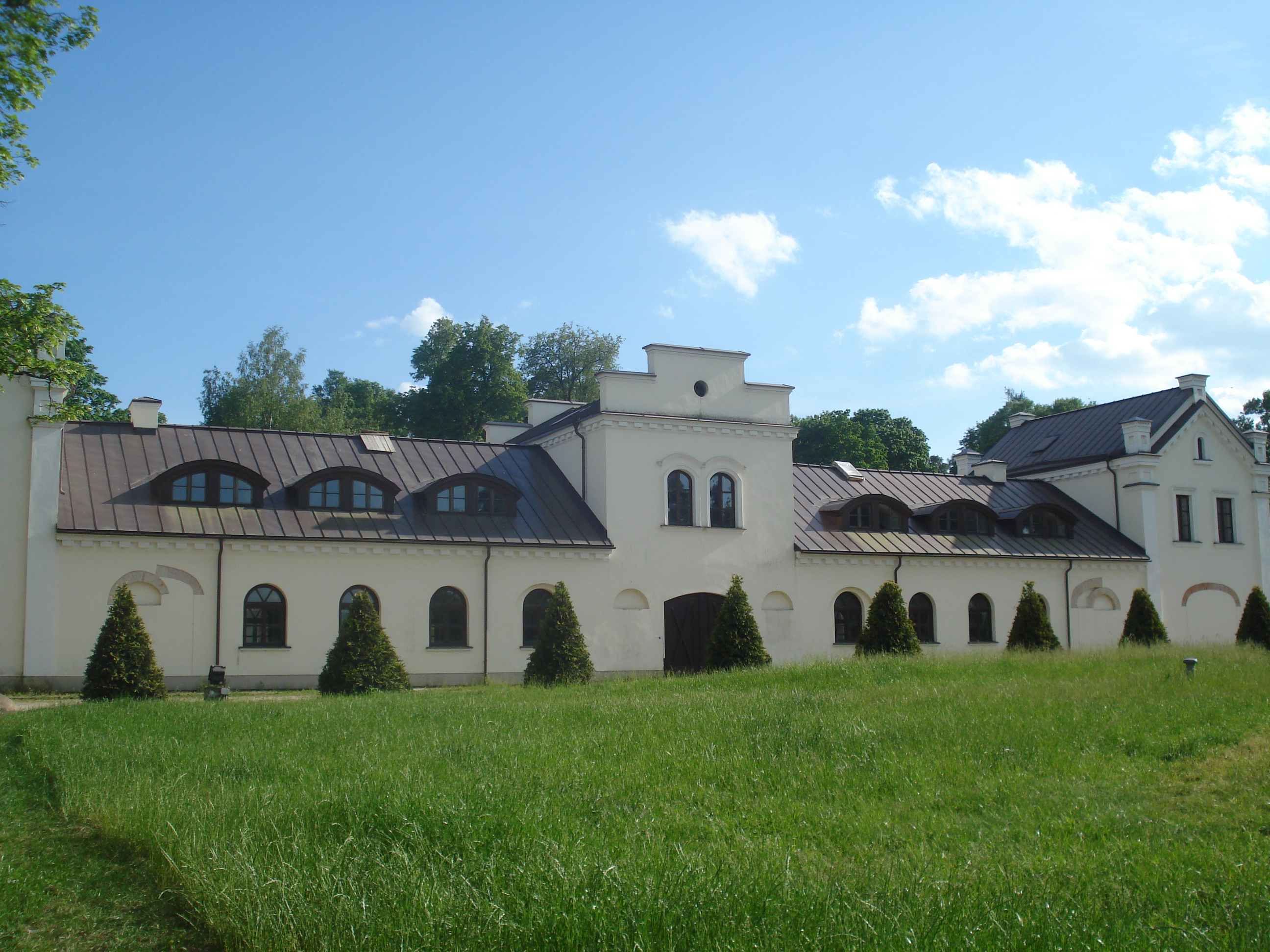
Відреставрована будівля стаєнь

Прикраси і зброя, виявлені у випадково знайденому в 1951 році похованні, свідчать про те, що дана місцевість була заселена вже в IV-VI століттях. Перша згадка в письмових джерелах відноситься до 1545 року.
Садибний комплекс почали формувати вельможі Ісайківські, які володіли Койранами в 1596-1691 роках. Пізніше маєтком володіли Сапіги, які здавали його в оренду. Тут функціонувала одна із перших в Литві паперових мануфактур (випускала папір з водяним знаком у вигляді серця і словами Koi rany (з пол. «лікує рани»). У 1759-1870 роках комплекс належав Лопацінським. Койранський маєток на початку XVIII століття займав площу близько 3000 га і включав у себе також кілька невеликих сіл (Вежово, Гайлюни, Палюлишки, Богдани, Дворчани, Банишки).
Юзеф і Дорота Лопацінські в 1813-1857 роках значно перебудували садибний комплекс. Було зведено нові господарські споруди (будівлі збереглися до нашого часу) і впорядковано парк. У маєтку був свій оркестр та аматорський театр. Садибу відвідували Томаш Зан, Антоні Едвард Одинець та інші діячі культури з Вільно.
У 1870 році маєток (котрий значно зменшився за площею внаслідок селянської реформи 1861 року) придбав граф Юзеф Тишкевич, власник Лентвариса, Кретинги і Паланги. Паперова фабрика була переобладнана у завод з виробництва цвяхів; пізніше він був закритий. У 1899 році садибу купили купці Столипіни. Присадибні споруди і парк сильно постраждали під час війни. У 1933 році в садибі була влаштована психоневрологічна лікарня (функціонувала до 1974 року).

## Ботанічний сад
У травні 1974 року ділянку площею 150 га було передано Вільнюському державному університету для облаштування на цій території Ботанічного саду. За проектом Інституту реставрації пам'яток (головний архітектор — Дайнора-Марія Юхнявічюте-Вайвадене) були відновлені старі ставки і облаштовані нові, прокладені доріжки, ремонтувалися будівлі.
Перші дерева у новому Ботанічному саду були висаджені в 1975 році. Того ж року було засновано відділ генетики рослин і відділ помології, в 1976 році — відділ дендрології. У 1979 році, до 400-річного ювілею Вільнюського університету, в Кайренаї було посаджено 400 дубів. До 1990 року тут були в наявності рослини 1000 найменувань.
У 1991 році почала роботу лабораторія фізіологічних і біохімічних досліджень рослин, в 1992 році — відділ квітникарства. До 1996 року були виселені останні місцеві жителі, і територія ботанічного саду в Кайренаї збільшилася до 191,35 га. Крім цього, у Ботанічного саду Вільнюського університету збереглося відділення в парку Вінгіс площею 7,35 га.
У 2000 році Ботанічний сад був відкритий для відвідувачів . Станом на 2005 рік, в Ботанічному саду нараховувалося близько 10000 найменувань рослин (7700 в Кайренаї і 3300 в парку Вінгіс); це найбільша колекція в Литві.
Восени 2006 року під час візиту королеви Великої Британії Єлизавети II до Литви, супроводжуючий її принц Філіп герцог Единбурзький разом з дружиною президента Литви Альмою Адамкене 17 жовтня 2006 року відвідали парк і Ботанічний сад в Кайренаї.
У 2007 році в парку Кайренай була встановлена скульптура «Родючість» (автор — словенський скульптор Андрій Грабровець Габері).
У Кайренаї є рододендрарій з рододендронами та азаліями 300 найменувань, колекція бузку, яка нараховує 180 сортів, дендрарій площею 60 га, колекція тепличних рослин (понад 700 найменувань) в теплиці площею 240 м².
У Ботанічному саду також мешкають 76 видів птахів, в тому числі 7 з Червоної книги Литви, 7 видів риб, 6 видів амфібій, 30 видів ссавців, в тому числі 8 видів кажанів, 5 з яких занесені до Червоної книги Литви.